# Jerzy Malcher
Jerzy Karol Malcher (ur. 11 lipca 1914 w Chwałowicach, zm. 21 maja 2001 w Anglii) – polski harcerz i kurier wojenny w czasie II wojny światowej. 

## Życiorys
Syn Józefa Malcher i Marty Malcher z domu Matuszczyk. Miał dwoje rodzeństwa - siostry Hildę (ur. 1920) oraz Marię (ur. 1924). Jerzy ukończył szkołę powszechną w Chwałowicach, a następnie Państwowe Gimnazjum w Rybniku. Studiował na wydziale prawa i administracji Uniwersytetu Jagiellońskiego.
W latach 1937–1938 odbył obowiązkową jednoroczną służbę wojskową, w trakcie której ukończył Dywizyjny Kurs Podchorążych Rezerwy 30 DP przy 82 Pułku Piechoty w Brześciu nad Bugiem. W czasie kampanii wrześniowej 1939 walczył w szeregach Samodzielnej Grupy Operacyjnej „Polesie”. Został ranny w bitwie pod Kockiem i jako jeniec trafił do szpitala w Radomiu.
Pracował także podczas kampanii w Afryce Północnej przy wcielaniu niemieckich żołnierzy (wielu z nich Górnoślązaków) wziętych w angielską niewolę do armii generała W. Andersa. 
Po wojnie wraz ze swoją małżonką, Jadwigą Kauczor zamieszkał w Wielkiej Brytanii, gdzie ze względu na swoje umiejętności lingwistyczne pracował w brytyjskim Ministerstwie Obrony. Do Polski powrócił dopiero po zmianie ustroju w 1990 roku. 4 kwietnia 1949 razem z córką Patrycją Anną otrzymał obywatelstwo brytyjskie. Był zatrudniony w Brytyjskich Siłach Zbrojnych jako „Serving Officer”. Mieszkał wówczas w 24, Bristol Avenue, South Lancing, Sussex.
Na podstawie życiorysu Jerzego Malchera powstał film dokumentalny: „Jerzy Malcher - Między Londynem a Rybnikiem” autorstwa Adama Grzegorzka.
Na podstawie zarządzenia zastępczego nr NPII.4131.4.48.2018 wojewody śląskiego z 27 marca 2018 dokonano zmiany dotychczasowej nazwy ulicy „Józefa Stawiarza” (21084) położonej na terenie Miasta Rybnik na „Jerzego Malchera”.

## Odznaczenia
- Order Imperium Brytyjskiego – 1957[2]